# U 99 (U-Boot, 1917)
U 99  war ein diesel-elektrisches U-Boot der deutschen Kaiserlichen Marine, das im Ersten Weltkrieg zum Einsatz kam. Das Boot ging auf seiner ersten Feindfahrt verloren. Versenkungserfolge und Verbleib sind umstritten.

## Einsätze
U 99 lief am 27. Januar 1917 bei der AG Weser in Bremen vom Stapel und wurde am 28. März 1917 in Dienst gestellt. Ab Juni 1917 war das Boot der II. U-Flottille in Helgoland und Wilhelmshaven zugeordnet. Erster und einziger Kommandant war Kapitänleutnant Max Eltester (28. März 1917 bis 7. Juli 1917).
U 99 führte während des Ersten Weltkriegs eine Unternehmung in der nördlichen Nordsee durch. Im Zeitraum dieser Unternehmung wurde am 6. Juli 1917 zwischen Norwegen und den Shetlandinseln, circa 70 Seemeilen vom Pentland Firth, der britische Zerstörer Itchen mit einer Tonnage von 541 tn.l. versenkt.

## Verbleib
Über den Verbleib von U 99 existieren in britischen und deutschen Quellen widersprüchliche Angaben. Zumeist gilt ein Angriff durch das britische U-Boot J2 als Untergangsursache. Demnach wurde U 99 am Morgen des 7. Juli 1917, einen Tag nach der Versenkung der Itchen, von J2 gesichtet. Die Briten bemerkten das deutsche Boot in einer Entfernung von drei bis vier Kilometern und schossen vier Torpedos ab. Mindestens ein Torpedo traf U 99, das in wenigen Minuten etwa auf der Position 58° 0′ N, 3° 5′ O sank. Es gab keine Überlebenden.